# Негара, Андрей Васильевич
Андрей Васильевич Негара (рум.  Andrei Negara; род. 27 октября 1985, Дубоссары) — молдавский футболист, а также игрок в пляжный и мини-футбол. Игрок сборных Молдавии по пляжному футболу и мини-футболу. Четыре раза признавался лучшим игроком Молдавии в пляжном футболе.

## Биография
Родился в городе Дубоссары. Занимался футболом в детско-юношеской школе № 4 под руководством Анатолия Ивановича Григоренко. На юношеском уровне играл за дубоссарский «Энергетик». В возрасте 15 лет дебютировал в Дивизионе «А».
Впоследствии поступил в Приднестровский государственный университет имени Т. Г. Шевченко в Тирасполе. В течение полугода играл за кишинёвский «ЦСКА-Стяуа», где тренером был Иван Мандриченко, но покинул команду из-за невыплаты заработной платы. Затем играл за клубы «Флорены», «Лилкора» и «Гагаузию». Победитель зимнего Кубка Рэдэуцана 2011 года. В 2014 году играл за «Викторию» (Кишинёв). Являлся капитаном «Саксана». В 2020 году присоединился к «Суклеи», а с 2023 года играл за «Искру» (Рыбница) и «Универ-Огузспорт».
В составе «Лексмакса» начал играть в мини-футбол. По совету Максима Лопухова сыграл за «Лексмакс» в пляжном футболе. В 2010, 2011, 2015, 2016 годах признавался лучшим игроком в Молдавии по пляжному футболу. После «Лексмакса», являлся игроком «Джокера». Лучший бомбардир чемпионата Молдавии 2014, 2015, 2016, 2017 годов. Выступал за «Спартак» из Варны, вместе с которым стал чемпионом Болгарии 2021 года.
Защищал цвета сборных Молдавии по мини-футболу и пляжному футболу. Участник первого в истории матча пляжной сборной против Украины в 2010 году. Вместе с командой завоевал бронзу на турнире 2011 года в Батуми. На втором этапе пляжной Евролиги 2021 года, прошедшем в Кишинёве, был признан лучшим игроком.
В 2014 году вместе мини-футбольной командой стал вторым на турнире Four Nations Cup в Польше.

## Достижения
Пляжный футбол
- Лучший игрок по пляжному футболу в Молдавии: 2010, 2011, 2015, 2016
- Чемпион Молдавии: 2014, 2015, 2016, 2017, 2022
- Обладатель Кубка Молдавии: 2011[18], 2017[19]
- Лучший бомбардир чемпионата Молдавии: 2014, 2015, 2016, 2017
- Чемпион Болгарии: 2021

Мини-футбол
- Чемпион Молдавии: 2012[20], 2018[21], 2019[22], 2021[23]